# Klaus Eberhard
Pour les articles homonymes, voir Eberhard.
Klaus Eberhard, né le 15 juillet 1957 à Datteln, est un ancien joueur de tennis professionnel allemand.
Il a remporté deux tournois en double sur le circuit ATP et a participé à trois demi-finales. Il a aussi remporté un tournoi Challenger en double à Parioli en 1980. En simple, il n'a jamais atteint de finales mais il s'est qualifié à 4 reprises pour les demi-finales : à Munich en 1980, Kitzbühel et Tel Aviv en 1981 et Linz en 1982.
Il a battu Balazs Taroczy, 32e à Hambourg en 1978 et Libor Pimek, 22e à Munich en 1985.

## Palmarès

### Titres en double messieurs
| No | Date       | Nom et lieu du tournoi | Catégorie | Dotation | Surface      | Partenaire    | Finalistes                    | Score         |  |
| -- | ---------- | ---------------------- | --------- | -------- | ------------ | ------------- | ----------------------------- | ------------- |  |
| 1  | 19-03-1979 | Open de Lorraine Nancy |           | 50 000 $ | Dur (int.)   | Karl Meiler   | Robin Drysdale Andrew Jarrett | 4-6, 7-6, 6-3 |  |
| 2  | 21-07-1980 | Head Cup Kitzbühel     |           | 75 000 $ | Terre (ext.) | Ulrich Marten | Carlos Kirmayr Chris Lewis    | 6-4, 3-6, 6-4 |  |

## Parcours dans les tournois duGrand Chelem

### En simple
| Année | Open d'Australie | Open d'Australie | Internationaux de France | Internationaux de France | Wimbledon       | Wimbledon    | US Open | US Open |
| ----- | ---------------- | ---------------- | ------------------------ | ------------------------ | --------------- | ------------ | ------- | ------- |
| 1978  | —                | —                | 2e tour (1/32)           | J. Alexander             | —               | —            | —       | —       |
| 1980  | —                | —                | 2e tour (1/32)           | I. Lendl                 | —               | —            | —       | —       |
| 1981  | —                | —                | 1er tour (1/64)          | J. Norbäck               | 1er tour (1/64) | R. Van't Hof | —       | —       |
| 1982  | —                | —                | 2e tour (1/32)           | J. Lloyd                 | —               | —            | —       | —       |
| 1985  | —                | —                | 1er tour (1/64)          | D. Cassidy               | —               | —            | —       | —       |

N.B. : à droite du résultat se trouve le nom de l'ultime adversaire.

### En double
| Année | Open d'Australie | Open d'Australie | Internationaux de France | Internationaux de France | Wimbledon                                                                       | Wimbledon | US Open | US Open |
| ----- | ---------------- | ---------------- | ------------------------ | ------------------------ | ------------------------------------------------------------------------------- | --------- | ------- | ------- |
| 1981  | —                | —                | —                        | —                        | 1er tour (1/32) H. Kirchhübel \|\| style="text-align:left;" \| R. Lutz S. Smith | —         | —       |         |

N.B. : le nom du ou de la partenaire se trouve sous le résultat ; le nom des ultimes adversaires se trouve à droite.